# Psychanalyse en Grande-Bretagne
L'histoire de la psychanalyse en Grande-Bretagne commence à la fin du XIXe siècle, elle est très liée à l'histoire de la Société britannique de psychanalyse et donne naissance à des conceptualisation originales de nombreux auteurs dont les plus connus sont Ernest Jones, Edward Glover, Melanie Klein, Donald Winnicott et Wilfred Bion. 

## Les débuts de la psychanalyse britannique
Les premiers contacts avec les idées freudiennes se font en 1893, par l'intermédiaire des recherches de Frederic W. H. Myers sur l'hystérie. Il présente les vues de Sigmund Freud dans un exposé à la Society for Psychical Research. Plus connu, Havelock Ellis présenta aux médecins anglais les opinions freudiennes dans des revues de neurologie.

### Les liens avec l'université de Cambridge et le groupe de Bloomsbury
L'influence intellectuelle de Freud sur les étudiants de Cambridge, entre les deux guerres, est importante,.

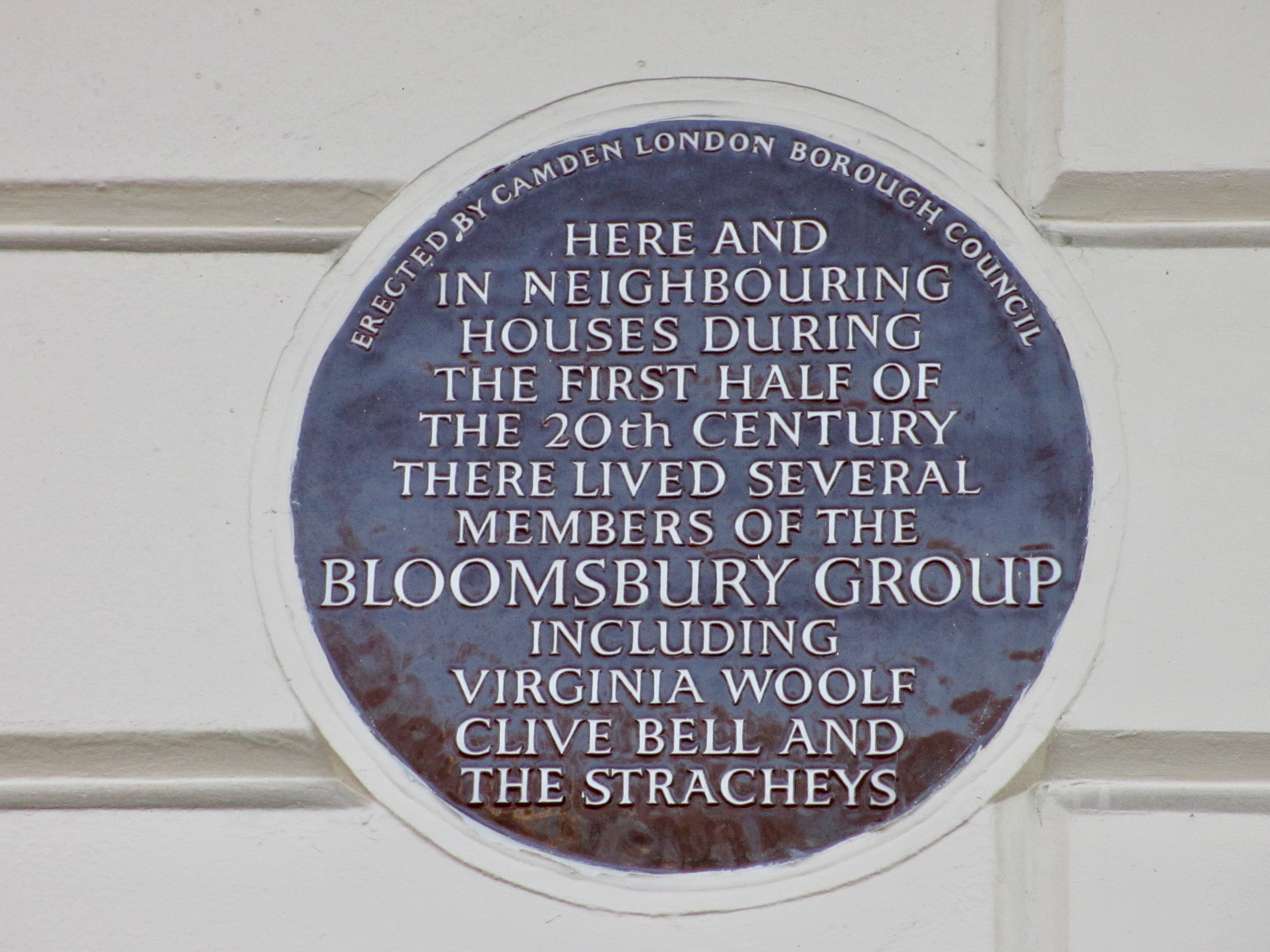
Blue Plaque, Gordon Square, Londres

Plusieurs membres du groupe de Bloomsbury, notamment Leonard Woolf, cofondateur du groupe et époux de Virginia Woolf, et l'écrivain Lytton Strachey, s'intéressent aux idées de Freud. Leonard Woolf est le premier à rendre compte de travaux de Freud, et Lytton Strachey publie en 1914 une nouvelle intitulée According to Freud, dans lequel il s'inspire de Psychopathologie de la vie quotidienne, traduit en anglais la même année. Plusieurs des membres du groupe deviennent analystes, notamment James Strachey et Alix Strachey qui ont réalisé la « Standard Edition », l'édition des œuvres complète de Freud en anglais, ou encore Adrian Stephen, frère de Virginia Woolf, et son épouse Karin Stephen.

### La création de la Société britannique de psychanalyse
L'institutionnalisation de la psychanalyse se fait avec Ernest Jones, neurologue devenu psychiatre, qui introduit véritablement la psychanalyse en Grande-Bretagne dans son champ disciplinaire. En 1907, Jones participe à un congrès de psychiatrie à Amsterdam, dans lequel il rencontre les grands psychiatres européens, notamment Carl Gustav Jung en 1907, puis Sigmund Freud en 1908. Jones pourtant s'installe quelques années au Canada comme professeur associé de psychiatrie à l'université de Toronto, et participe à la fondation de l'American Psychoanalytic Association (ApsaA) en 1911. Il rentre définitivement à Londres et fonde la même année, le 30 octobre 1913, la London Psycho-Analytic Society (LPS). Les quinze membres, outre Jones, sont Dr Douglas Bryan (Spa House, Leicester), Dr Davidson (Toronto), Dr Devine (West Riding Asylum, Wakefield, Yorkshire), Dr David Eder, Dr Forsyth (Londres), Dr Graham (Belfast), Dr Bernard Hart (Green Lanes, Londres), Berkeley Hill (Bombay), Dr Constance Long (Londres), Leslie Mackenzie (Edimbourg), Dr Maurice Nicoll (Harley Street, Londres), Dr Sutherland (Indian Medical Service, Jubbalpore, Inde), Dr H. Watson Smith (Lebanon Hospital, Asfurieh, Beyrouth), et Maurice Wright (Wimpole Street, Londres). Elle rassemble surtout des médecins, en particulier David Eder qui a présenté en 1911 à la British Medical Association la première contribution référée aux travaux de Freud, « Freud's Theory of Dreams ». Un autre psychiatre, William H.B. Stoddart, auteur d'un ouvrage intitulé Mind and its Disorders et de conférences données à Édimbourg en 1915, contribue à introduire la psychanalyse auprès des psychiatres, sans pourtant qu'ils adhèrent directement à la Société. D'autres psychiatres restent très opposés à la psychanalyse, notamment Charles Arthur Mercier (en) qui critique l'importation allemande que représente selon lui les théorisations freudiennes, ou encore Joseph Shaw Bolton qui attaque la psychanalyse dans un article intitulé “The Myth of the Unconscious Mind” (1926). La psychanalyse est associée à une réputation de dilettantisme, cependant, la prise en charge psychothérapeutique par des psychanalystes des névroses de guerre durant la Première Guerre mondiale lui assure un surcroît de crédibilité, au sein du corps médical. La reconnaissance de l'efficacité des thérapies psychanalytiques pour soigner les névroses de guerre, ou « shell-shock » passe également par la Medico-Psychological Clinic, qui proposait des soins médicaux et des thérapies psychanalytiques. L'écrivaine May Sinclair, qui appuie la fondation de la clinique et contribue financièrement par un don de 500 ₤, souligne l'intérêt des soins proposés, qui concernent également les dépressions nerveuses, et la décision de pratiquer des prix accessibles aux patients les moins fortunés. Elle relève aussi que les soins concernent des patients déboutés d'autres lieux de soin. Un certain nombre de psychanalystes y font leur première formation, Edward Glover, Mary Chadwick, Ella Freeman Sharpe, Nina Searl, Susan Isaacs, Marjorie Brierley ou Sylvia Payne. Dès le début des années 1920, l'ensemble de ces analystes rejoignent la Société britannique de psychanalyse refondée en 1919 et dirigée par Jones.

### L'établissement de la Société britannique de psychanalyse
En 1919, Jones dissout en effet la London Psychoanalytic Society, reprochant à plusieurs psychanalystes, notamment à David Eder, d'être restés sous l'influence jungienne après la rupture de celui-ci avec Freud. Le 20 février 1919, Jones prend l'initiative de la fondation de la Société britannique de psychanalyse, qu'il préside jusqu'en 1946. La nouvelle société est la septième adhérente de l'Association psychanalytique internationale, elle démarre avec douze membres, outre David Eder, Barbara Low, Bernard Hart, William McDougall, Cyril Burt, William Halse Rivers. En 1920, la SBP compte 27 membres à part entière et des membres associés.
James Glover et son frère benjamin, Edward Glover, tous deux médecins d'origine écossaise, se forment comme psychanalystes et prennent des responsabilités au sein de la Société. James Glover exerce à la Medico-Psychological Clinic, première clinique londonienne à offrir des thérapies psychanalytiques, puis fait une analyse didactique avec Karl Abraham à l'Institut psychanalytique de Berlin. Il est accepté comme membre de la SBP en 1921 et devient membre du conseil de la Société en 1924 ; il est formateur des candidats analystes et exerce des responsabilités en tant que directeur-adjoint dans la London Clinic of Psychoanalysis créée le 6 mai 1926. Il est également présent dans la section médicale de la British Psychological Society.
Edward Glover, quant à lui, commence sa carrière de médecin à Glasgow. Très influencé par son frère James, il l'accompagne en Allemagne en 1920, pour une formation analytique à l'Institut psychanalytique de Berlin avec Karl Abraham. À son retour, il devient membre de la SBP, en 1922. À la mort de son frère, il reprend plusieurs de ses fonctions : secrétaire scientifique puis directeur-adjoint de la London Clinic of Psychoanalysis et membre du comité de formation de l'Association psychanalytique internationale. Outre les réalisations en lien avec la délinquance, il est au comité de rédaction de The Psychoanalytic Study of the Child.
Durant les années 1920, la Société est l'unique lieu de formation psychanalytique pour les candidats anglais, aussi ceux-ci devaient-ils se rendre à Vienne, auprès de Freud et de la Société psychanalytique de Vienne, comme Joan Riviere, et surtout à l'Institut psychanalytique de Berlin pour parfaire leur formation. Ainsi Ella Freeman Sharpe, pionnière britannique de la psychanalyse, enseignante de lettres et proche de Jones et de Glover et Mary Chadwick, formatrice à l'école d'infirmières et analysée par Hanns Sachs, se forment-elles à Berlin, ainsi que Sylvia Payne. Nina Searl, l'une des premières analystes d'enfants, se forme elle aussi à Berlin, auprès d'Hanns Sachs, après une formation préalable à la Brunswick Square Clinic. Grâce à Ernest Jones, la British Medical Association, après trois ans de réflexion, reconnaît la psychanalyse, sans pour autant la soutenir, estimant qu'elle représente une « forme authentique de traitement » et décrétant que « l’appellation psychanalyse devait être réservée à la technique ou à la théorie freudienne ». David Eder, quant à lui, se rend à Budapest au cours de l'année 1923. Alix Strachey, après une analyse avec Freud, fait une nouvelle analyse à Berlin, auprès de Karl Abraham. Les Britanniques sont sensibles à la liberté de ton et de pensée qui caractérise la Société berlinoise, durant la présidence de Karl Abraham et des possibilités de pratique clinique offerte par la proximité de la policlinique ouverte en 1920. L'éloignement géographique mais aussi durant la Première Guerre mondiale a été favorable à l'exploration, au sein de la Société britannique, des thème originaux : le deuil, la perte, etc. Les réflexions sur les relations d'objet succèdent aux travaux viennois sur les pulsions. John Carl Flügel, auteur d'un ouvrage The Psycho-analysis of the Family, John Bowlby et Donald Winnicott rejoignent également la Société. Aussi, la Société britannique de psychanalyse a déjà une existence institutionnelle, avant l'installation de Melanie Klein à Londres en 1926.

### Le rayonnement

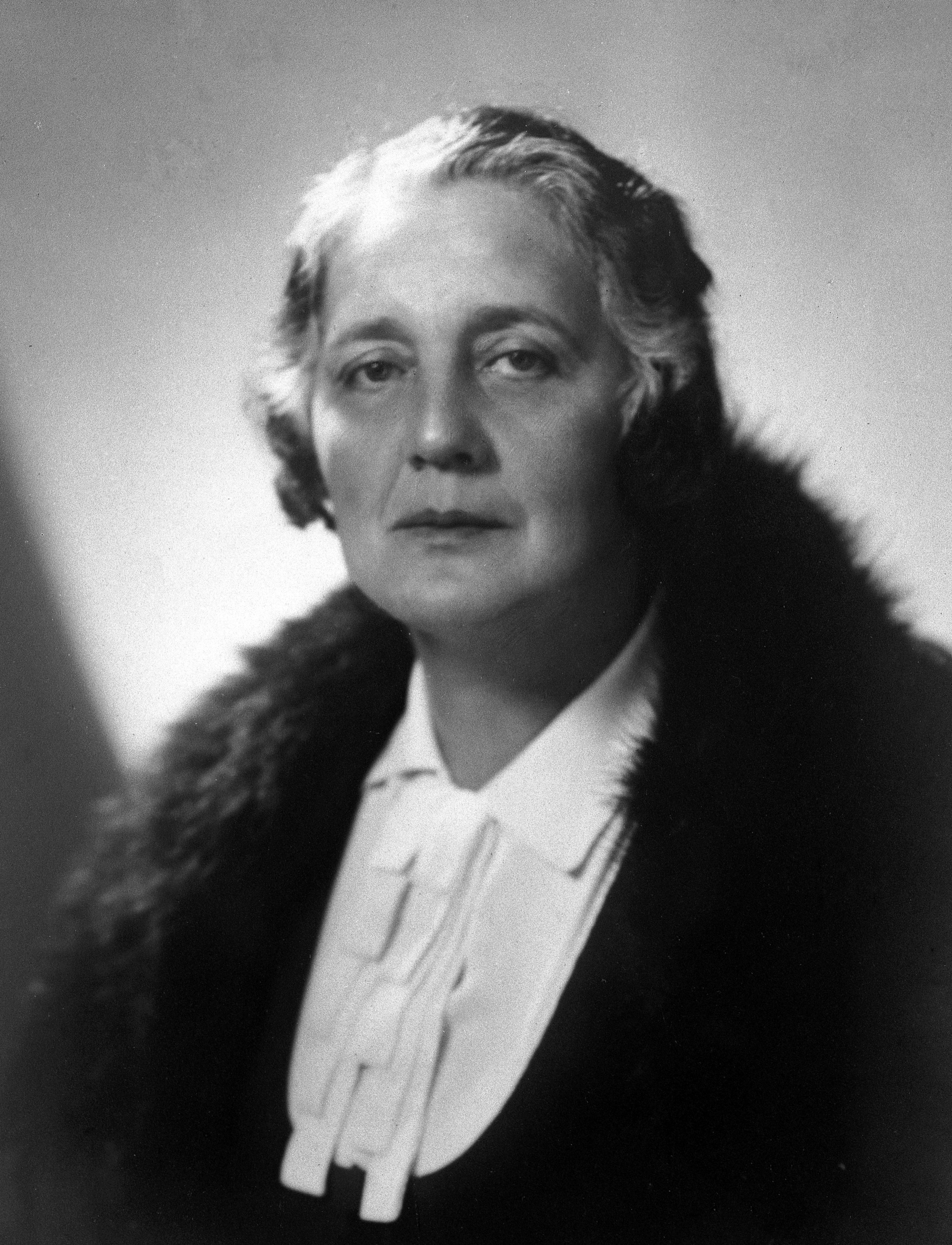
Melanie Klein (1927)

La présence importante de femmes souligne que la profession de psychanalyste leur offre à la fois des opportunités professionnelles et de nouvelles perspectives en ce qui concerne les recherches sur des questions qui concernent la maternité ou les enfants. L'arrivée de Melanie Klein représente un événement déterminant dans l'histoire de la psychanalyse britannique, et coïncide avec l'intérêt très prégnant, au sein de la Société de psychanalyse, en ce qui concerne les recherches cliniques concernant les enfants.
Durant son séjour à Berlin en 1925, alors qu'elle est en analyse avec Karl Abraham, Alix Strachey s'est liée avec Melanie Klein et appuie auprès de James Strachey et de plusieurs psychanalystes britanniques, l'idée d'une invitation de celle-ci à Londres, pour une série de conférences. Melanie Klein est préoccupée par la maladie de Karl Abraham, qui soutenait l'orientation de ses recherches en psychanalyse des enfants et se renseigne sur la possibilité d'installation à Londres. Elle est d'abord invitée pour une série de conférences durant trois semaines en juillet 1925, qui ne se déroulent pas à la SBP mais chez Karin Stephen et Adrian Stephen, 50 Gordon Square. Des psychanalystes de la SBP, dont certains vont prendre une grande importance dans la vie de la Société, assistent à ces conférences, notamment Edward Glover, Sylvia Payne, John Rickman, Joan Riviere , Ella Sharpe et les Strachey. Klein fait également la connaissance, lors de ce premier séjour, de Susan Isaacs. Ernest Jones rend compte à Freud de ces conférences dans une lettre datée du 17 juillet 1925, évoquant « l'impression extraordinairement profonde » faite par Klein qui a « gagné l'estime » des Londoniens « par sa personnalité et son travail ». Freud lui fait part de ses objections sur le travail de Klein, et Jones écrit dans une seconde lettre qu'il a connaissance de « l'opposition considérable » qu'ont suscitées les positions kleiniennes « à Vienne et aussi à Berlin quoique davantage au début que plus récemment », tout en indiquant que pour lui, il s'agissait d'une « résistance à admettre la vérité » à l'égard des hypothèses de Freud sur la vie infantile davantage qu'envers les propositions de Melanie Klein.
Melanie Klein, après en avoir exprimé la demande formelle à Jones dans une lettre datée du 24 octobre 1925, s'installe définitivement à Londres en septembre 1926. Jones pour sa part espère que la présence de Klein au sein de la société britannique sera bénéfique pour la société, et renforcera son orientation dans la psychanalyse des enfants. Le nom de Melanie Klein, présentée comme « visiteuse », apparaît dans le compte rendu de la séance du 17 novembre 1926 de la SBP. Klein présente une communication sur l'analyse d'un enfant et des éléments sur la formation analytique. Melanie Klein bénéficie de la croissance de la SBP, qui a désormais sa clinique psychanalytique, la London Psychoanalytical Clinic, inaugurée le 6 mai 1926, un institut de formation, The Institute of Psychoanalysis (1924) et une revue créée en 1920, The International Journal of Psychoanalysis.
La pensée de Melanie Klein et ses écrits exercent une influence profonde sur les analystes britanniques. Elle reçoit les appuis de plusieurs psychanalystes qui eux-mêmes publient des textes dans cette nouvelle orientation épistémologique, notamment Susan Isaacs, Joan Riviere à Londres, Paula Heimann, psychanalyste formée à Berlin qui s'exile à Londres en 1933, Ronald Fairnbairn à Édimbourg, Roger Money-Kyrle. Ernest Jones lui-même, défend dans sa correspondance avec Freud l'avancée théorique qui représentent pour la psychanalyse freudienne les travaux de Melanie Klein, essayant d'établir des ponts entre les « Viennois » et la SPB, notamment par l'échange de conférenciers. D'autres analystes de la Société se montrent quant à eux très critiques, notamment Marjorie Brierley et, ultérieurement Barbara Low. Edward Glover, après l'avoir beaucoup soutenue, s'oppose de façon virulente à elle, ainsi que Melitta Schmideberg, médecin et psychanalyste, membre de la Société de psychanalyse et fille de Melanie Klein, qui fait une analyse avec Glover. Dans la perspectives de régler les divergences théoriques qui existaient entre les analystes de Vienne et ceux de Londres, Ernest Jones et Paul Federn, vice-président de la Société psychanalytique de Vienne, organisent dès les années 1935-1936, des échanges de conférences, afin d'améliorer la compréhension mutuelle. Ainsi, du côté anglais, Ernest Jones et Joan Riviere présentèrent des contributions, tandis qu'un Viennois, Robert Wälder présenta deux contributions qui furent discutées.

### Les divisions
Les psychanalystes allemands, directement menacés par l'antisémitisme d'État, les mesures discriminatoires imposées par les lois de Nuremberg (1935) et par l'interdiction d'exercer une profession libérale, s'exilent, après l'incendie du Reichstag (février 1933). Certains viennent en Angleterre, notamment Paula Heimann, Kate Friedlander et S. H. Foulkes ou Eva Rosenfeld qui arrive en 1936 ; d'autres choisissent de gagner les États-Unis : Sándor Radó, Franz Alexander, Ernst Simmel, Helene Deutsch. Les psychanalystes britanniques s'inquiètent qu'il n'y ait pas de travail pour tout le monde. Eva Rosenfeld devient responsable du fonds de réinsertion créé par Jones et exfiltre les psychanalystes autrichiens, tandis que Jones et Marie Bonaparte convainquent Freud de quitter Vienne. Ainsi, Anna Freud, Willi et Hedwig Hoffer, Ernst Kris qui obtiennent eux aussi des visas pour l'Angleterre deviennent-ils à leur tour membres de la Société. Dès 1938, le tiers des membres de la SBP sont de nouveaux arrivants, originaires d'autres pays européens, et les discordances théorico-cliniques qui existaient entre « Viennois » et « Britanniques » se trouvent de ce fait rapatriées au sein de la Société londonienne. Les Controverses scientifiques, qui se tiennent durant toute la Seconde Guerre mondiale, naissent de la nécessité de négocier les différends, à la fois théoriques et cliniques, entre les partisans de Melanie Klein, et les Viennois orthodoxes, soudés autour d'Anna Freud depuis leur exil à Londres.
Jusque-là, l'importance et la valeur des contributions théoriques de Melanie Klein, qui continuait approfondir les détails de sa théorie, faisaient consensus au sein de la Société. Certains membres cependant ne reconnaissent pas la psychanalyse qu'ils connaissaient, tandis qu'une large partie des membres ne s'engage pas. La mort de Sigmund Freud, le 23 septembre 1939, représenta sans doute « la perte d'une figure paternelle importante ». Dès 1940, les membres britanniques de la Société se sont éparpillés, s'investissant dans des réalisations en lien avec la guerre, tandis que les continentaux, en tant que citoyens de pays en guerre avec le Royaume-Uni, sont consignés à Londres : ainsi Anna Freud et Dorothy Burlingham ouvrent à Londres les Hampstead War Nurseries , destinées aux enfants séparés de leur famille, Donald et Clare Winnicott organisent des foyers de placement familiaux, Susan Isaacs participe à une étude sur l'éducation et l'assistance sociale, à laquelle participent Klein, Winnicott et John Rickman, Glover et Winnicott participent à une enquête nationale de santé mentale. Tous sont cependant de retour à Londres à l'été 1941 et prennent pleinement part aux réunions de la Société. Les dissensions ne concernent pas uniquement des points de doctrine, mais également des questions institutionnelles sur la durée et les modalités de renouvellement des mandats des membres élus, ainsi que des relations de la SBP avec d'autres organisations. Edward Glover est directement concerné par les demandes concernant l'exercice de mandats institutionnels au sein de la Société, et il accuse en retour les kleiniens de « comploter en vue de s'assurer la complète domination du Comité de formation ». Une première réunion se tient le 5 novembre 1941 sur un texte de Barbara Low intitulé « La Société psychanalytique et le public ». La discussion se prolongea durant trois rencontres, donnant l'occasion aux membres d'exprimer leurs griefs sur l'administration de la Société. À l'issue de la 3e rencontre (17 décembre 1942), Barbara Low, Melitta Schmideberg, Adrian et Karin Stephen demandèrent la convocation d'une assemblée administrative extraordinaire pour discuter de ces éléments. La réunion fut fixée au 25 février 1942, et les membres qui le souhaitaient pouvaient envoyer des contributions sur les thèmes qu'ils souhaitaient aborder lors de cette rencontre. les contributions évoquent principalement la théorie kleinienne en lien avec l'organisation de la formation des candidats analystes, et le mode de nomination des responsables de l'association. Melanie Klein, qui s'inquiétait pour sa place au sein de la Société informe les membres de son groupe qu'elle a demandé à Joan Riviere de « coordonner [leurs] contributions », « en suggérant, si nécessaire, des modifications, afin d'éviter qu'elles ne se recoupent et ne se répètent inutilement », mettant ainsi « [leurs] ressources en commun ». Ainsi les interventions « kleiniennes » furent-elles supervisées par Joan Riviere.

### Les controverses scientifiques (1941-1945)

#### Les divergences entre Melanie Klein et Anna Freud

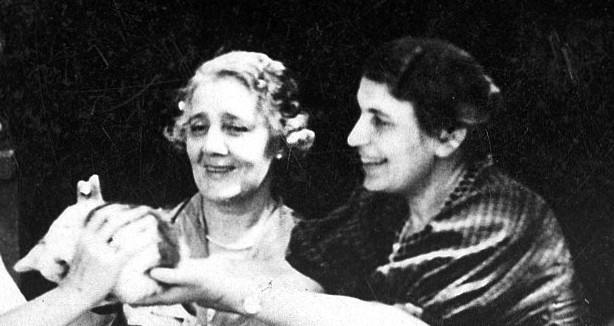
Melanie Klein et Anna Freud

Elles se situent sur un plan théorique et clinique et sont anciennes. L'approche d'Anna Freud est plus éducative et pédagogique qu'analytique. Elle estime que le travail consiste à installer une relation positive entre l'analyste et l'enfant, amenant ainsi celui-ci à faire confiance au thérapeute. Pour elle, la relation transférentielle ne peut pas s'établir car l'enfant est encore lié à ses parents dans la vie réelle. pour Melanie Klein, le transfert dans la relation analytique avec un enfant est possible ; le cadre qu'elle met en place est basé sur le jeu de l'enfant, qui pour elle est l'équivalent de l'association libre dans l'analyse de l'adulte. Plus généralement, Melanie Klein apparaît comme citation une technicienne de l'interprétation du transfert, sa technique consistant particulièrement à interpréter angoisse et culpabilité et les défenses érigées contre elles. Anna Freud quant à elle, s'inscrit dans la tradition freudienne dont le but est de défaire les refoulements, par la technique de la libre association. Anna Freud ainsi reproche à Melanie Klein d'accorder trop d'importance au matériel transférentiel, au détriment du matériel apparaissant dans les rêves et les associations libres.

#### Les controverses scientifiques
Lors de l'assemblée annuelle du 29 juillet 1942, les membres de la SBP demandent au comité de formation un rapport sur ses activités et l'organisation de discussions scientifiques, destinées à investiguer les développements apportés à la psychanalyse par Melanie Klein. Un comité, constitué d'Edward Glover, Marjorie Brierley et James Strachey (celui-ci cependant n'y participa pas), fut chargé d'organiser les réunions scientifiques. Il étudia toutes les contributions et les classa en quatre thèmes :
- « La nature et la fonction du phantasme », présenté par Susan Isaacs le 27 janvier 1943, puis discutée lors des séances du 17 février, 17 mars 17 avril et 19 mai ;
- « Quelques aspects du rôle de l'introjection et de la projection dans le développement précoce », présenté par Paula Heimann ;
- « la régression, présentée par Susan Isaacs et Paula Heimann » ;
- « la vie émotionnelle et le développement du moi de l'infans ; la position dépressive », présenté par Melanie Klein.

Les contributions étaient distribuées à l'avance et supposées connues, l'auteur présentant en séance un commentaire pour introduire la discussion. Les discutants désignés lisaient leur texte lors de la même séance ou lors de séances suivantes, aussi, les discussions spontanées étaient-elles rares. Melanie Klein intervint peu, de même que Joan Riviere, les thèses kleiniennes étaient défendues par Susan Isaacs et Paula Heimann tandis qu'Anna Freud, Dorothy Burlingham et les Hoffer étaient également en retrait.
Dix-huit contributions furent lues en réponse au texte sur le fantasme de Susan Isaacs, durant cinq réunions de la SBP. 7 contributions suivirent le texte de Paula Heimann, durant les 6e et 7e séances. Pendant la 8e séance, deux contributions d'Edward Glover et de Kate Friedlander, furent lues en réponse au texte sur la régression. Les 9e et 10e réunions furent consacrées au texte de Melanie Klein.
Edward Glover, Anna Freud et d'autres n'assistent pas aux trois dernières séances : Glover avait démissionné de la Société tandis qu'Anna Freud avait quitté le comité de formation.
La mise sur pied de ces discussions soulignent qu'un certain nombre de membres de la Société souhaitaient approfondir les liens entre la métapsychologie freudienne et les inflexions proposées par Melanie Klein, il s'agit de Marjorie Brierley, Kate Friedlander, Sylvia Payne, Ella Sharpe, Adrian et Karin Stephen et, dans une moindre mesure, Donald Winnicott.
Parallèlement, des discussions se tenaient dans le comité de formation, à la fois pour faire un bilan de ses activités et également pour réfléchir à ses orientations. Glover avait présenté une première contribution à laquelle James Strachey avait répondu. Puis, à l'automne 1943, le comité de formation étudia des contributions de Marjorie Brierley, Anna Freud et Melanie Klein, sur leur technique, suivies, le 24 novembre 1943, par celles d'Ella Sharpe et de Sylvia Payne. Ce même jour, un rapport sur le fonctionnement du comité de formation et présentant les nouvelles orientations est présenté aux membres. Glover est mis en cause par ses collègues lors de cette réunion et quitte la présidence de la SBP, sa lettre de démission est lue à la séance du comité de formation du 24 janvier 1944 et l'annonce en est faite à l'assemblée administrative extraordinaire du 2 février.
Les réunions et études de contributions se poursuivent au-delà de la démission de Glover : le 16 février 1944, le texte de Paula Heimann et Susan Isaacs sur la régression est étudié, puis celui de Melanie Klein en mars et en mai. Le 26 juin 1944, le règlement de la SBP est modifié, et le 4 octobre, Sylvia Payne est élue directrice de la Société. La Société britannique de psychanalyse a résisté aux menaces de scission : les divergences n'ont pas abouti à des exclusions ou des dissidences, mais elles révèlent les divergences d'interprétation de la métapsychologie freudienne. L'issue des controverses scientifiques est la création de parcours de formation distincts, évitant ainsi une partition au sein de la Société. Anna Freud s'éloigna provisoirement de la Société, tout en demeurant extrêmement présente sur la scène internationale. Elle fonde la Hampstead Child Psychotherapy Clinic (Anna Freud Centre) et sa propre formation, qui est reconnue au sein de la Société de psychanalyse. Elle est à nouveau présente, dès 1946, à la SBP, à l'occasion d'une assemblée administrative extraordinaire.

### Le groupe des Indépendants
Un certain nombre de kleiniens prennent leurs distances à l'égard de Melanie Klein et du groupe kleinien, et fondent le Middle Group connu plus tard sous le nom de Groupe des Indépendants. Ce groupe rassemble les analystes qui ne souhaitent pas « s'identifier à l'un des camps en lice », notamment Donald Winnicott, Paula Heimann, Marjorie Brierley, William Gillespie, Michael Balint.
L'importance relative des trois groupes au sein de la Société de psychanalyse a varié, le groupe des Indépendants étant le plus important sur le plan numérique.

## Activités éditoriales

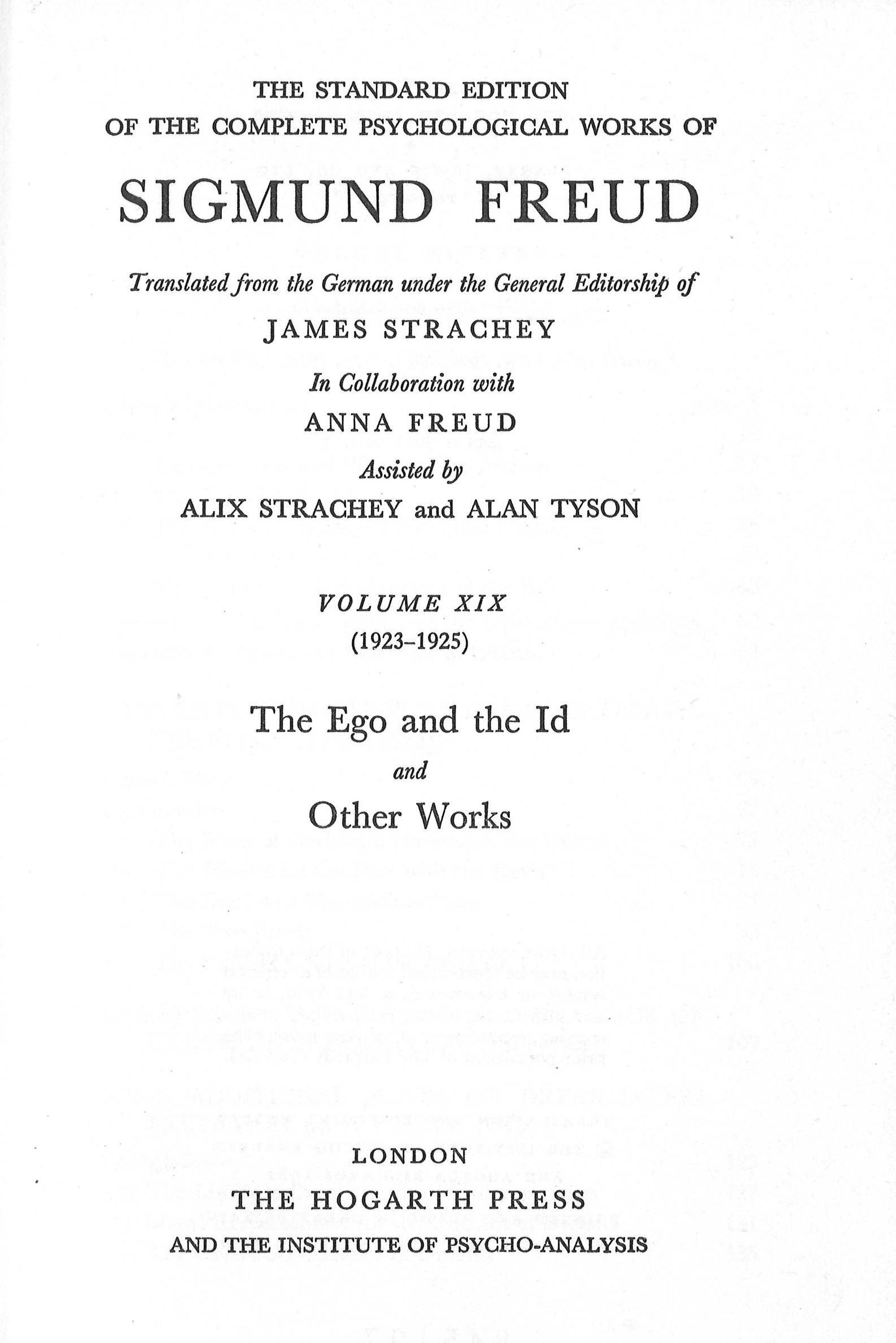
La Standard Edition

### The International Journal of Psychoanalysis
Revue fondée en 1920 à l'instigation d'Ernest Jones, qui la conçoit comme une édition anglaise de la revue Die Internationale Zeitschrift für (ärztliche) Psychoanalyse de l'Association psychanalytique internationale, dont elle diffère pourtant par le contenu. Elle publie des textes de Sigmund et Anna Freud, de Karl Abraham, Sándor Ferenczi, Melanie Klein, puis progressivement d'analystes britanniques ou américains. Ernest Jones en est le directeur jusqu'en 1939, remplacé par James Strachey (1940-1945), Adrian Stephen (1946), John Rickman et Clifford Scott (1947-1948), Willi Hoffer (1949-1959). Après l'arrivée de psychanalystes qui fuient le nazisme, la revue devient le journal officiel de l'API dont elle publie les informations institutionnelles, succédant dans cette fonction à l'International Zeitschrift, dont la publication est interrompue par la guerre. La revue reste cependant sous l'autorité de la Société britannique dont est membre le rédacteur en chef. Une évolution s'est faite dans le sens de la prise en compte de la diversité des appartenances des psychanalystes, tant culturelles que théoriques, notamment en créant des comités régionaux hors du Royaume-Uni et de l'Amérique du Nord.

### LaStandard Edition
La SBP édite The Standard Edition of the Complete Psychological Works of Sigmund Freud, traduction anglaise de toutes les œuvres psychanalytiques de Freud. Elle consiste en 24 volumes, publiées de 1943 à 1974, préparée par James Strachey et Alix Strachey, sous la surveillance d'Anna Freud et avec la participation d'Alan Tyson, musicologue réputé ainsi que psychanalyste et médecin, qui traduisit notamment Un souvenir d'enfance de Léonard de Vinci et Psychopathologie de la vie quotidienne. L'initiative en revient à Ernest Jones, qui avait déjà traduit le vocabulaire freudien lorsqu'il était aux États-Unis. Il souhaitait réunir une équipe de traducteurs qui établisse l'édition anglaise de l'ensemble de l’œuvre psychanalytique freudienne. L'édition est particulièrement reconnue pour son apparat critique : il est indiqué pour chaque article ou livre les dates de publication en allemand et en anglais, indique la présence de diverses éditions, donne des éléments de contexte, etc.

## Les cliniques psychanalytiques

### La Medico-Psychological Clinic
Cette clinique, également connue sous le nom de Brunswick Square Clinic, est fondée en 1913 par Jessie Murray et Julia Turner. Elle fonctionne de jusqu'en 1922. Elle est d'abord le seul lieu de formation clinique des candidats psychanalystes londoniens, en même temps qu'elle offre différentes thérapies, dont des thérapies psychanalytiques, aux patients, notamment aux soldats atteints de stress post-traumatiques. C'est là que se forment à la pratique psychanalytique plusieurs psychanalystes, dans une perspective d'ouverture. Au fur et à mesure que les analystes se formaient sur le continent au contact des analystes de Berlin ou de Vienne, le style éclectique se trouva remplacé par une plus grande orthodoxie freudienne. Les deux cliniques, la Tavistock Clinic et la London Cliniqc de la SBP remplacent progressivement la Medico-Psychological Clinic qui ferme en 1922.

### La Tavistock Clinic
Elle est fondée par Hugh Crichton-Miller en 1920 au 51 Tavistock Square, Bloomsbury, à Londres. Wilfred Bion, John Rickman et Thomas Main y exercent après la Seconde Guerre mondiale, et en font un établissement psychanalytique. John Derg Sutherland, médecin et psychanalyste écossais et membre de la SBP, proche de William R. D. Fairbairn et qui en est le directeur de 1947 à 1968 favorise la psychothérapie de groupe. D'autres figures emblématiques ont assuré la notoriété de la « Tavi ». Ainsi, John Bowlby, psychiatre et psychanalyste connu pour ses travaux sur l'attachement et formé par Joan Riviere et Donald Winnicott, est le directeur du centre pour les enfants de 1952 à 1972, Michael Balint, fondateur avec sa seconde épouse Enid Balint des « groupes Balint », une formation destinée aux médecins généralistes, y est psychanalyste consultant de 1950 à 1961. Esther Bick, médecin et psychanalyste kleinienne d'origine polonaise formée à Vienne, et réfugiée en Angleterre dans les années 1930, prend en charge la formation des futurs psychanalystes d'enfants et développe une méthode d'observation des bébés d'orientation psychanalytique, poursuivie par la psychanalyste Martha Harris et son époux, Donald Meltzer, psychiatre et psychanalyste post-kleinien américain, proche de Frances Tustin et spécialiste de l'autisme. Wilfred Bion, psychiatre et psychanalyste spécialiste de la psychose, travaille également à la Tavistock.

### La London Psychoanalytical Clinic
En 1926, grâce à un don financier important d'un mécène américain, Prynce Hopkins (en), la BPS crée une clinique pour y prodiguer des cures psychanalytiques gratuites. elle est inaugurée le 6 mai 1926, au 96 Gloucester Place, puis à partir de 1950, au 63 New Cavendish Street. Selon un accord tacite, chaque membre de la SBP devait assurer des cures gratuites à la clinique : une séance quotidienne d'abord, puis ce temps intégra la supervision des analystes en formation.

## La formation psychanalytique en Grande-Bretagne
- L'University College de Londres a une chaire de psychanalyse, dont le titulaire doit être psychanalyste, et qui prépare au doctorat.
- La Tavistock Clinic permet d'avoir une formation qui peut déboucher sur un doctorat.
- Le Scottish Institute of Human Relations permet une formation en partenariat avec l'Institute of Psycho-Analysis de Londres.